# Wildermolen
De Wildermolen is een windmolen in Appelterre in de Belgische stad Ninove. De molen staat aan de Wilderstraat 79.
Deze standerdmolen met open voet fungeerde als korenmolen.

## Geschiedenis
In 1779 werd de molen gebouwd in Elingen. Daar werd echter in 1802 de stenen Zwarte Molen gebouwd. De standerdmolen werd daarop verplaatst naar Appelterre.
In 1953 werd de molen buiten bedrijf gesteld en verval trad in. In 1973 werd de molen echter beschermd als monument en de molen met haar omgeving werd ook beschermd als landschap. In 1979 werd de Wildermolen geschonken aan de gemeente Ninove. In 1981 moesten uit veiligheidsoverwegingen de wieken worden verwijderd. Uiteindelijk werd de molen na 1990 maalvaardig gerestaureerd, om in 1993 opnieuw te worden ingewijd. Hij wordt in bedrijf gehouden door vrijwillige molenaars.